# Находки в заливе Симса и островах Фаддея
В 1940—1941 годах экспедиция на советском гидрографическом судне «Норд» обнаружила на островах Фаддея и в заливе Симса на восточном побережье полуострова Таймыр остатки зимовья русских землепроходцев, человеческие останки и предметы начала XVII века.

## Находки на островах Фаддея

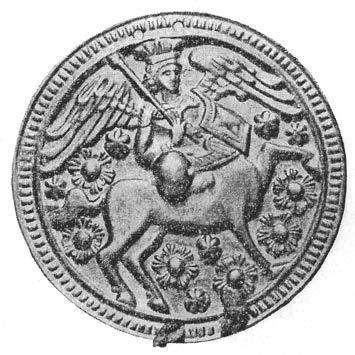
Оборот бронзового зеркала с крылатым кентавром (найдено на острове Фаддея). В центре налай с проушиной для шнурка

В 1940 году на островах Фаддея были обнаружены остатки лодки, а рядом с ней в беспорядке лежали предметы XVII века. Среди них множество монет, остатки атаманской булавы, солнечные компасные часы, зеркальце в виде кентавра, много собольих и песцовых шкурок. Между камнями возле котлов были обнаружены пищаль с боеприпасами к ней, топор, ножницы, сковородки, колокольчик, медная гребёнка, нательные кресты и несколько голубых бусин.

## Находки в заливе Симса
Во второй половине апреля 1941 года на восточном берегу залива Симса (в 60 километрах от находки на острове Фаддея) советские гидрографы нашли развалины избушки из брёвен, от которой сохранились три венца. Размер сруба — 2,6 х 2,6 метра. Печь находилась справа от входа. Летом того же года в избушке были произведены раскопки и был обнаружен клад.
В 1945 году была послана специальная археологическая экспедиция под руководством А. П. Окладникова, которая побывала в обоих указанных пунктах. Окладников произвёл настоящие раскопки, собрал весь доступный материал и сделал большое количество ценных наблюдений.

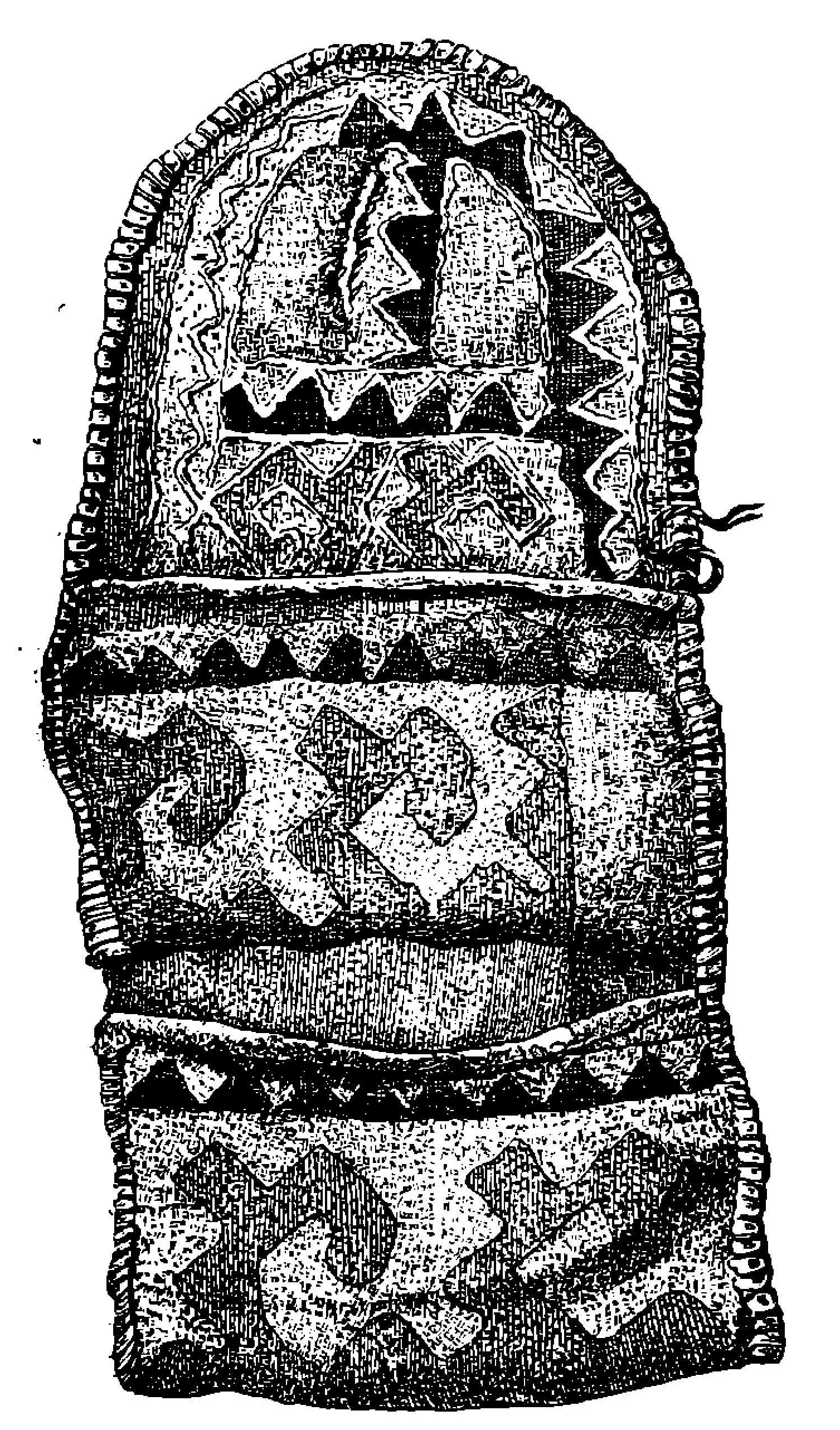
Ненецкая сумочка (найдена в заливе Симса). Складывалась втрое, внутри обнаружено огниво

Как и на острове Фаддея, на берегу залива Симса были найдены тысячи серебряных монет, бусы, кресты, колокольчики и другие предметы бытового назначения. Но были обнаружены также и компас, компасные часы, огниво с кремнем и трутом, тонкие дорогие ткани, мужской башмак на высоком каблуке, посуда с западными клеймами и счётные жетоны. Среди предметов найдены также шахматы, изящные перстни и серьги (русские женские), щипчики, нагрудные кресты (один золочёный, был украшен камнями, другой перламутровый) и множество русских монет XVI—XVII веков. Кроме этого много соболиных и песцовых шкурок и деревянная булава. Наличие соболиных и песцовых шкурок говорит о том, что пушнина собрана в разных местах, так как песец водится в тундре, а соболь — в тайге. И, главное, человеческие останки, часть из которых находилась внутри избы, а часть — снаружи рядом с избой (два мужчины-помора и одна женщина-аборигенка). Признаки преднамеренных захоронений прослежены не были.
Удалось установить, что останки и вещи принадлежат русским землепроходцам XVII века. Красноярский этнограф Борис Долгих в 1943 году исследовал найденные на обеих стоянках монеты. Все монеты — копейки и полукопейки, более крупных нет. Из 3,5 тысяч серебряных монет, найденных в заливе Симса и на острове Фаддея, имеется:
- 1105 монет, отчеканенных при Иване Грозном (21—22 монеты на год правления),
- 641 при Фёдоре Ивановиче (45—46 монет на год правления)
- 877 при Борисе Годунове (125 на год правления)
- 134 при Лжедмитрии I (за неполные 11 месяцев его правления)
- 328 при Василии Шуйском (82 на год правления)
- 86 при интервентах (1610—1612, около 40 на год правления)
- 161 при Михаиле Фёдоровиче, правившем с 1613 года (все монеты — до денежной реформы 1626 года, то есть по 11—12 монет на год его правления).

Таким образом по монетам видно, что экспедиция произошла не раньше 1617 года.

## Версии маршрута мореходов
Существует несколько версий маршрута мореходов к заливу Симса и островам Фаддея.

### Версия Окладникова и Долгих

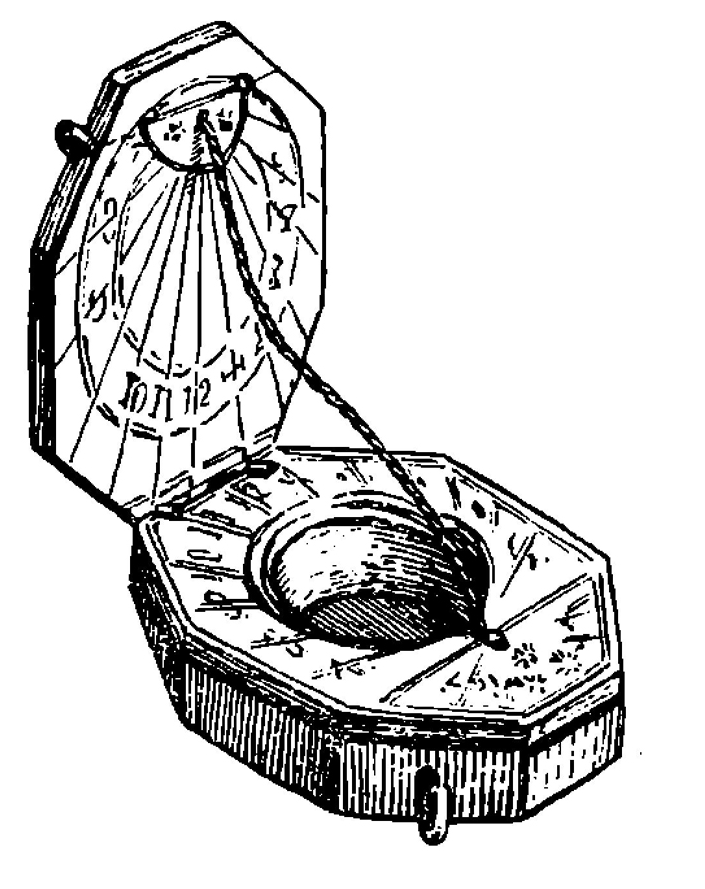
Компасные солнечные часы (найдены на острове Фаддея)

В 1945 году археолог А. П. Окладников, совершив экспедицию на места находок, высказал предположение, что русские мореходы около 1618 года сумели обогнуть полуостров Таймыр, попав в море Лаптевых северным морским путём из Карского моря.
Б. О. Долгих, ознакомившись с материалами, привезёнными гидрографами, пришёл к выводу, что находки на острове Фаддея соответствуют начальному этапу трагедии, а остатки на берегу залива Симса — заключительному. Он предположил, что морское судно, шедшее на восток в обход Таймыра, около северо-западного берега северного Фаддея было раздавлено льдами или погибло, налетев на камни, и экипаж высадился на остров. Люди поспешно оставляли судно, успевая спасти лишь часть имущества. Дождавшись установления крепкого льда, они перешли на материк, оставив часть вещей на острове, предварительно засыпав их галькой и закрыв каменными плитами, а часть увезли с собой на санках, пройдя на запад до залива Симса. Построив на берегу залива избушку из плавника, мореходы оставили в ней двоих, в том числе одну женщину, предположительно нганасанку. Этой версии придерживались также С. В. Обручев и А. П. Деревянко.

### Версия Белова

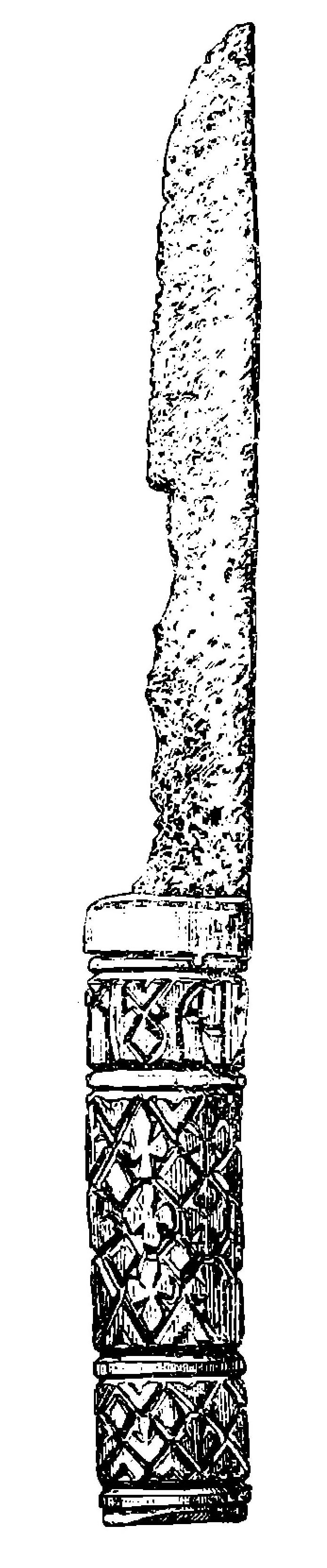
Нож с славянской надписью из залива Симса

В 1956 году полярный исследователь и историк географических открытий М. И. Белов предложил руководителем безвестной экспедиции считать мангазейского жителя Ивана Толстоухова.
Голландский географ Николаас Витсен в книге «Северная и Восточная Тартария», первом европейском труде о Сибири, изданном в 1692 году в Амстердаме, ссылаясь на сведения, полученные от тобольского наместника Алексея Головина, сообщает, что в 1680-х годах из Туруханска вниз по Енисею «вышли в море 60 человек», чтобы оттуда направиться к Лене и «обогнуть Ледяной мыс». Никто из них назад не вернулся. Витсену было известно, что этот поход возглавлял «Иван, у которого прозвище Толстое Ухо, сын видного русского дворянина».
В вахтенном журнале бота «Оби-Почталион», плававшего у берегов Таймыра в XVIII веке, в июле 1738 года была сделана следующая запись: 

Паренаго репортовал: «написано на кресте: 7195 год. Ставил оный крест мангазейский человек Иван Толстоухов».
 Надпись на кресте означала, что Иван Толстоухов поставил его в 1687 году.

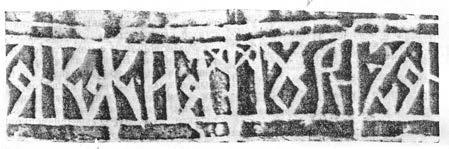
Резьба на ноже из залива Симса. С большей или меньшей вероятностью можно прочитать начало надписи как «Акакиа». Второе слово начинается буквами М. У. Р.

По мнению М. И. Белова, экспедиция Толстоухова, покинув зимовье Крестовское в Енисейском заливе, продолжала путь на север. Затем, обогнув северо-западный мыс Таймыра, двигалась вдоль берега полуострова и в следующем году достигла Пясинского залива. В северной части залива Толстоухов соорудил зимовье и провёл там ещё одну зиму. Это зимовье обнаружил летом 1740 года Фёдор Минин, нанеся его на составленную им карту, которую отослал в Санкт-Петербург в Адмиралтейств-коллегию.
Оказавшийся среди вещей русской экспедиции нож с надписью «Акакий Муромец» даёт основание предположить, что он принадлежал одному из тех Муромцев, которые таинственно исчезли из списков Енисейского уезда как раз в 1680-х годах, когда Иван Толстоухов двигался к северной части Таймыра. Вполне возможно, утверждает М. И. Белов, что Акакий Муромец шёл вместе с Толстоуховым и погиб с ним на Таймыре.

### Версия Троицкого
Полярник и историк Арктики В. А. Троицкий высказал версию, что мореходы плыли морем с востока на запад, от устья Лены вдоль берега с запасом пушнины. В 1973 году в своей статье «Новые находки на островах Фаддея» Троицкий рассмотрел загадку находок в заливе Симса и на островах Фаддея. Он решил опровергнуть версии Окладникова и Белова о западном пути мореходов Северным морским путем из Карского моря. Опираясь на результаты своих раскопок 1971 года, учёный предложил свою, восточную версию похода. По его мнению, западный вариант выглядит нелогичным, так как землепроходцы везли очень большой запас пушнины (к тому же добытой в таёжной зоне), а везти его на восток не было смысла. А вот везти пушнину с востока как раз логично, так как сбыть её предполагалось в Европейской России. В своей версии Троицкий предположил, что в 40-х годах XVII века отряд русских землепроходцев на двух кочах вышел из устья Лены в море с большим грузом пушнины. Отряд попытался достичь устья Енисея, обогнув при этом Таймыр. Однако у островов Фаддея оба коча потерпели крушение и здесь мореходы оставили часть груза (в заливе Симса ещё и трёх больных людей в наскоро сколоченной избушке) и двинулись на юг пешком. Далее они пытались пересечь горы Бырранга и следы их теряются. Этой же версии придерживался и В. И. Магидович.

### Версия Чайковского
Историк науки Ю. В. Чайковский исключил северный вариант путешествия. Пролив Вилькицкого в период Малого ледникового периода всегда был скован льдами и пройти его на поморских кочах было невозможно. Василий Прончищев и Харитон Лаптев век спустя не смогли обогнуть Таймыр морским путем, путь им преградили никогда не тающие льды. Чайковский предположил, что участники похода проникли так далеко на север Таймыра от устья Хатанги. Разнородный состав находок говорит о случайности такого состава экспедиции и, наиболее вероятно, что участники экспедиции от кого-то спасались, т.е. стали землепроходцами поневоле. Вероятнее всего мореходы пытались вернуться в Европейскую Россию, где рассчитывали сбыть шкурки соболей и песцов, которые могли принести им целое состояние. Исходя из данных о толщине годовых колец деревьев на юге Арктики и исходя из того, что проникнуть так далеко на север возможно только в очень тёплое лето, Чайковский датирует плавание между 1637 и 1641 годами.